# Cừu Rouge

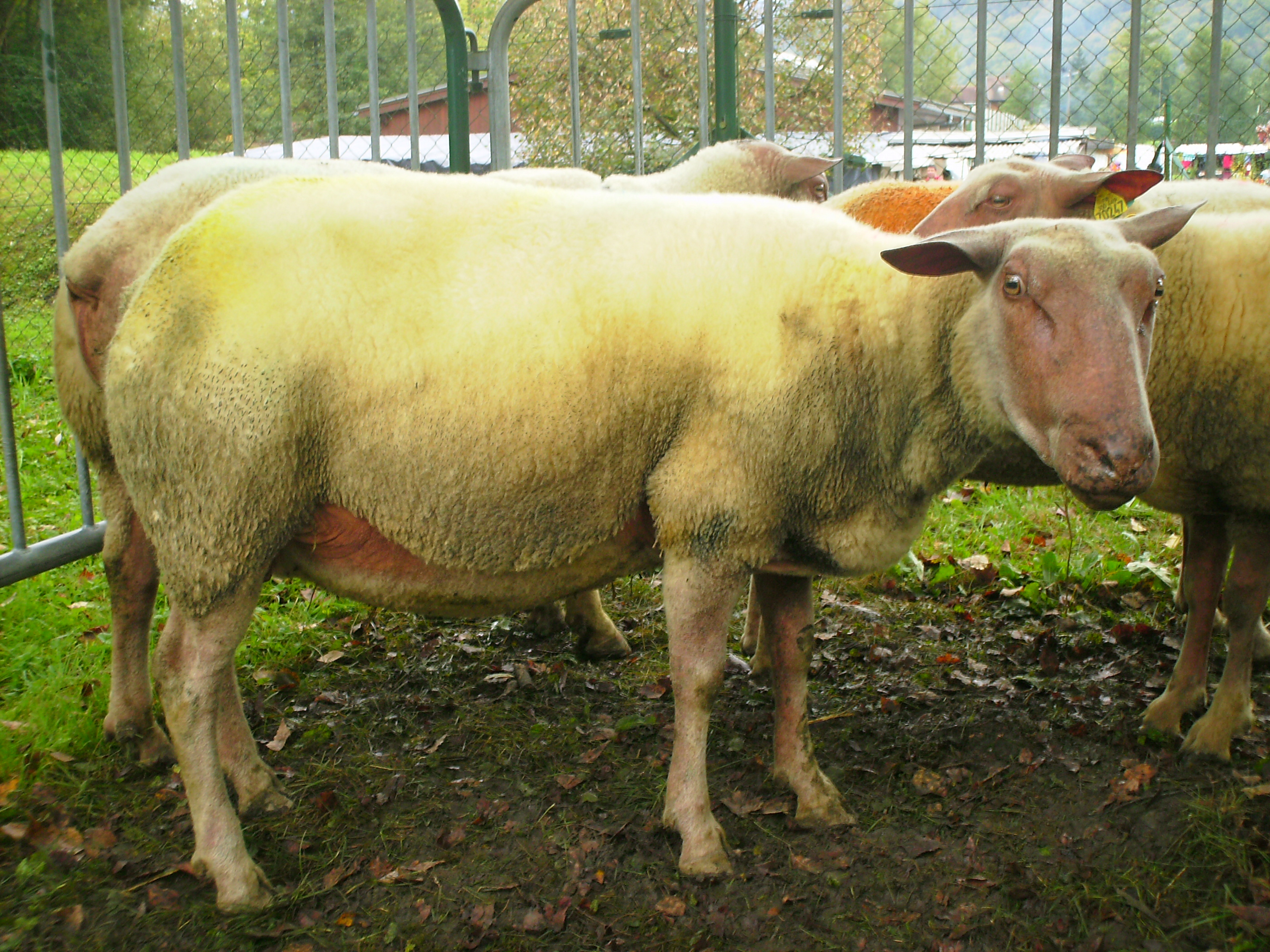
Rouge de l'Ouest

Cừu Rouge (tiếng Pháp: Rouge de l'Ouest, Queue Fine de l'Ouest hay còn được gọi là Tête rouge du Maine) là giống cừu có nguồn gốc từ cừu nhà nội địa Pháp. Tên của giống cừu này, mà theo nghĩa đen dịch từ tiếng Pháp là "Sắc đỏ phương Tây", đề cập đến khu vực xuất xứ và khuôn mặt hơi hồng độc đáo của nó và ở vùng chân. Giống cừu này được phát triển trong các vùng Maine et Loire của Pháp, thông qua việc lai giữa cừu địa phương là cừu Landrace với cừu Wensleydale và cừu mặt lam Leicester. Việc đăng ký ở Pháp được thành lập vào năm 1968, và công tác đăng ký ở Anh là vào năm 1986.

## Đặc điểm
Cừu Rouge ban đầu là một giống cừu hướng sữa được sử dụng để sản xuất pho mát Camembert, nhưng hiện nay chủ yếu nuôi để lấy thịt cừu. Đặc biệt, cừu đực Rouge được sử dụng như những con đực cho con chiên thông dụng trên thị trường. Nó có len vừa có chiều dài, đầu khuyết sừng, và một thân hình cơ bắp. Mặc dù xuất hiện khá khác nhau nhưng nó có liên quan đến cừu Bleu du Maine. Trọng lượng lông cừu trung bình của cừu Rouge là 1,5 kg (£ 0,68) đến 2.0 kg (0.9 lbs) với chiều dài staple 4 cm (1,8 inch) đến 5 cm (2,3 inch)
Trán chúng phẳng, xương mũi lồi ra, chúng có hố nước mắt, mõm của chúng mỏng, môi hoạt động, răng cửa sắc, nhờ đó chúng có thể gặm được cỏ mọc thấp và bứt được những lá thân cây mềm mại, hợp khẩu vị trên cao để ăn. Chúng có thói quen đi kiếm ăn theo bầy đàn, tạo thành nhóm lớn trên đồng cỏ. Trong da chúng có nhiều tuyến mồ hôi và tuyến mỡ hơn dê. Bởi thế chúng bài tiết mồ hôi nhiều hơn và các cơ quan hô hấp tham gia tích cực hơn vào quá trình điều tiết nhiệt. Mô mỡ dưới da của chúng phát triển tốt hơn dê và ngược lại ở các cơ bên trong của chúng có ít tích lũy mỡ hơn dê. 

## Chăn nuôi
Chúng có tính bầy đàn cao nên dễ quản lý, chúng thường đi kiếm ăn theo đàn nên việc chăm sóc và quản lý rất thuận lợi. Chúng cũng là loài dễ nuôi, mau lớn, ít tốn công chăm sóc. So với chăn nuôi bò thì chúng là vật nuôi dễ tính hơn, thức ăn của chúng rất đa dạng, thức ăn của chúng là những loại không cạnh tranh với lương thực của người. Chúng là động vật có vú ăn rất nhiều cỏ. Hầu hết chúng gặm cỏ và ăn các loại cỏ khô khác, tránh các phần thực vật có gỗ nhiều. Chúng có chế độ hoạt động ban ngày, ăn từ sáng đến tối, thỉnh thoảng dừng lại để nghỉ ngơi và nhai lại. Đồng cỏ lý tưởng cho chúng như cỏ và cây họ Đậu. Khác với thức ăn gia súc, thức ăn chính của chúng trong mùa đông là cỏ khô.
Chúng là loài ăn tạp, có thể ăn được nhiều loại thức ăn bao gồm thức ăn thô xanh các loại như: rơm cỏ tươi, khô, rau, củ quả bầu bí các loại, phế phụ phẩm công nông nghiệp và các loại thức ăn tinh bổ sung như cám gạo ngũ cốc. Mỗi ngày chúng có thể ăn được một lượng thức ăn 15-20% thể trọng. Chúng cần một lượng thức ăn tính theo vật chất khô bằng 3,5% thể trọng. Với nhu cầu 65% vật chất khô từ thức ăn thô xanh (0,91 kg) và 35% vật chất khô từ thức ăn tinh (0,49 kg). Khi cho chúng ăn loại thức ăn thô xanh chứa 20% vật chất khô và thức ăn tinh chứa 90% vật chất khô.
Nguồn nước uống là nhu cầu cơ bản của chúng. Lượng nước cần cho chúng biến động theo mùa và loại và chất lượng thực phẩm mà chúng tiêu thụ. Khi chúng ăn nhiều trong các tháng đầu tiên và có mưa (kể cả sương, khi chúng ăn vào sáng sớm), chúng cần ít nước hơn. Khi chúng ăn nhiều cỏ khô thì chúng cần nhiều nước. Chúng cũng cần uống nước sạch, và có thể không uống nếu nước có tảo hoặc chất cặn. Trong một số khẩu phần ăn của chúng cũng bao gồm các khoáng chất, hoặc trộn với lượng ít.
Dinh dưỡng của cừu cũng là một trong những yếu tố quan trọng ảnh hưởng đến khả năng sinh sản của cừu, kỹ thuật Flushing - bổ sung chất dinh dưỡng cho cừu cái trước khi phối giống đã làm tăng đáng kể tỷ lệ rụng trứng, ở cừu rất sung mãn như giống cừu D'Man, mức độ cao hơn dinh dưỡng trước và trong khi giao phối có liên quan đến cải thiện hiệu suất sinh sản, nhưng những giống năng suất thấp như cừu Queue Fine de l'Ouest, (Rouge de l'Ouest) khẩu phần ăn không ảnh hưởng nhiều đến tỷ lệ rụng trứng cũng như tỷ lệ đẻ, dinh dưỡng là một trong những yếu tố chính ảnh hưởng đến tỷ lệ rụng trứng.

## Chăm sóc
Sau khi cho phối giống 16-17 ngày mà không có biểu hiện động dục lại là có thể cừu đã có chửa, Căn cứ vào ngày phối giống để chuẩn bị đỡ đẻ cho cừu (thời gian mang thai của cừu 146-150 ngày) nhằm hạn chế cừu sơ sinh bị chết; Có thể bồi dưỡng thêm thức ăn tinh và rau cỏ non cho cừu có chửa nhưng tuyệt đối tránh thức ăn hôi mốc; Khi có dấu hiệu sắp đẻ (bầu vú căng, xuống sữa, sụt mông, âm hộ sưng to, dịch nhờn chảy ra, cào bới sàn…) nên nhốt ở chuồng riêng có lót ổ rơm và chăn dắt gần, tránh đồi dốc.
Thông thường cừu mẹ nằm đẻ nhưng cũng có trường hợp đứng đẻ, tốt nhất nên chuẩn bị đỡ đẻ cho cừu; Sau khi đẻ cừu mẹ tự liếm cho con. Tuy nhiên, vẫn phải lấy khăn sạch lau khô cho cừu con, nhất là ở miệng và mũi cho cừu con dễ thở. Lấy chỉ sạch buộc cuống rốn (cách rốn 4–5 cm), cắt cuống rốn cho cừu con và dùng cồn Iod để sát trùng; Giúp cừu con sơ sinh đứng dậy bú sữa đầu càng sớm càng tốt (vì trong sữa đầu có nhiều kháng thể tự nhiên); Đẻ xong cho cừu mẹ uống nước thoải mái (có pha đường 1% hoặc muối 0.5%).
Cừu con trong 10 ngày đầu sau khi đẻ cừu con bú sữa mẹ tự do; Từ 11-21 ngày tuổi cừu con bú mẹ 3 lần/ngày, nên tập cho cừu con ăn thêm thức ăn tinh và cỏ non, ngon; 80-90 ngày tuổi có thể cai sữa. Giai đoạn này phải có cỏ tươi non, ngon cho cừu con để kích thích bộ máy tiêu hóa phát triển (đặc biệt là dạ cỏ) và bù đắp lượng dinh dưỡng thiếu hụt do sữa mẹ cung cấp không đủ; Cừu sinh trưởng và phát triển nhanh, mạnh ở giai đoạn này.